# Ouessant (gemeente)
Ouessant (Bretons: Enez Eusa; Engels: Ushant; Nederlands, ouderwets: Heizand) is een gemeente en een eiland in het Franse departement Finistère, in de regio Bretagne. Het is het meest westelijke gebied van Europees Frankrijk.
De plaats maakt deel uit van het arrondissement Brest. De hoofdplaats van de gemeente is Lampaul. Ouessant telde op 1 januari 2022 854 inwoners. 
Er is een bootverbinding met het vasteland verzorgd door de maatschappij Penn Ar Bed en ook een dagelijkse vlucht met een klein vliegtuig vanaf de luchthaven van Brest.
Op het eiland zijn er twee vuurtorens, van Stiff en Créac'h en voor de kust zijn er nog drie: de vuurtorens van Nividic, La Jument en Kéréon.
Het eiland heeft zijn naam gegeven aan het Ouessantschaap, het kleinste of een van de kleinste schapenrassen ter wereld. Thans (2015) overleeft het ras door fokkersverenigingen op het vasteland; de schapen die vrij rondlopen op het eiland behoren tot grotere, geïmporteerde rassen.

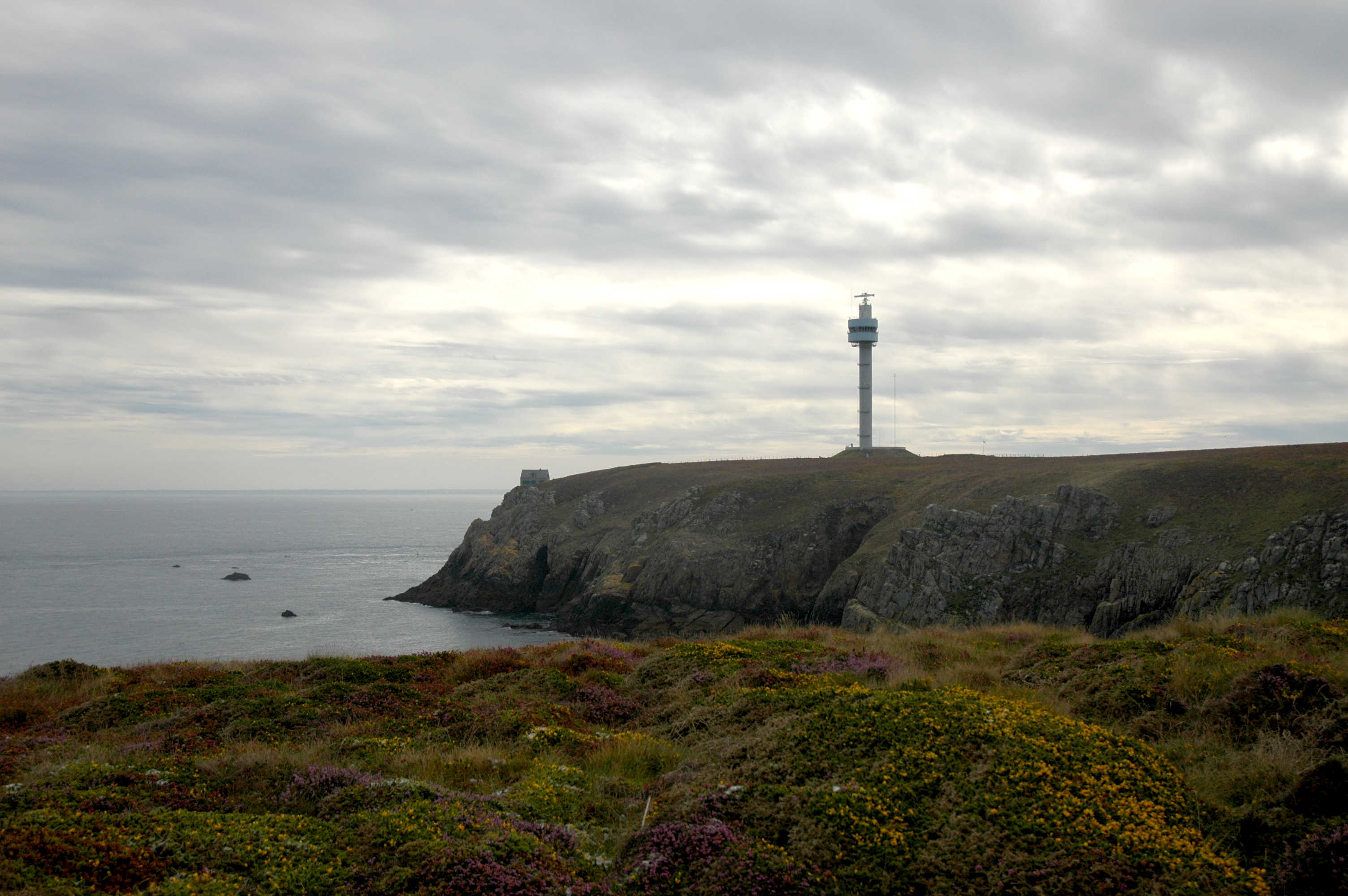
Vuurtoren van Stiff op het eiland

## Geografie
Tussen Ouessant en het meer oostelijk gelegen eiland Molène ligt de zeestraat Passage du Fromveur. Op 200 meter te noorden van het eiland Ouessant ligt het Île de Keller, een privé-eiland van 0,28 km². De oppervlakte van Ouessant bedroeg op 1 januari 2022 15,58 vierkante kilometer; de bevolkingsdichtheid was toen 54,8 inwoners per km².

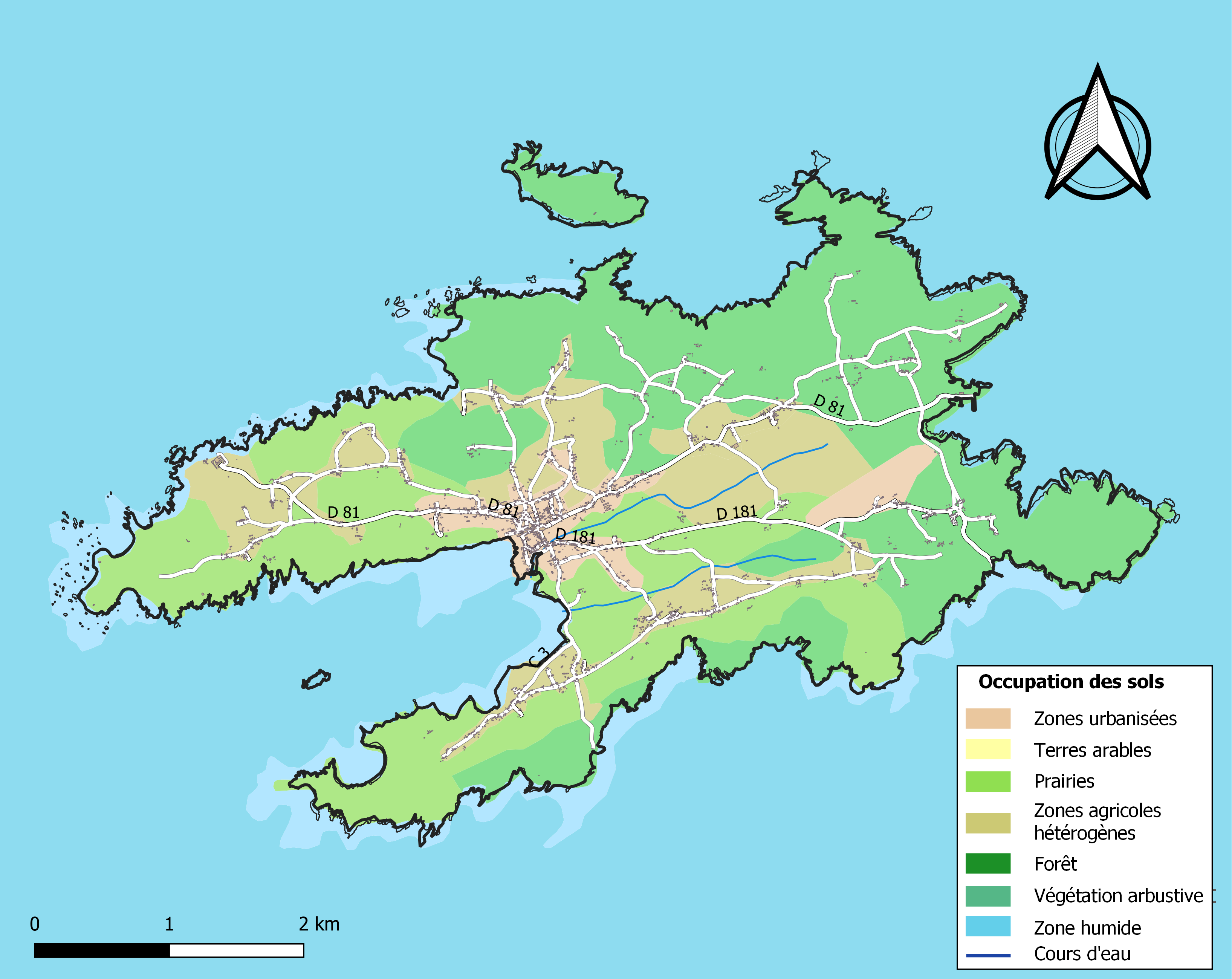
Kaart van de gemeente met belangrijkste infrastructuur, bodemgebruik en omliggende gemeenten

## Demografie
Onderstaande figuur toont het verloop van het inwonertal (bron: INSEE-tellingen). Inwoneraantal loopt jaarlijks in januari terug tot onder de 500. In de zomer, met de komst van toeristen, verblijven er tot 4.000 mensen op het eiland.
- Bibliothèque nationale de France: cb15254503m (data)
- Gemeinsame Normdatei: 4552586-9
- MusicBrainz: ec63152b-a782-4dc1-9cf4-f639f2da383a
- Nationale Bibliotheek van Tsjechië: ge679374
- Virtual International Authority File: 244733477